# ياكوب ينغفاسون
ياكوب ينغفاسون أستاذ فخري في الفيزياء الرياضية في جامعة فيينا ولد في 23 نوفمبر 1945 الأيسلندي / النمساوي . وقد قدم مساهمات هامة لنظرية الكم، الديناميكا الحرارية، والنظرية الكمية لنظم متعددة الأجسام، وخاصة الغازات الباردة. وهو مؤلف مشارك مع إليوت و جان فيليب سولوفيج وروبرت سيرينجر، في دراسة عن الغازات السامة. 

## حياته وعمله
بعد تخرجه من المدرسة الثانوية في عام 1964 في ريكيافيك، درس ينغفاسون الفيزياء في جامعة غوتنغن، والحصول على دبلوم في الفيزياء في عام 1969. في عام 1973 مستشار أطروحته كان هانس-يورغن بورشرز. كان ينغفاسون أستاذا مساعدا في جامعة غوتنغن 1973-1978، 1978-1985 عالم في معهد العلوم بجامعة أيسلندا و 1985-1996 أستاذ الفيزياء النظرية في جامعة أيسلندا. وكان رئيس معهد اروين شرودنجر للفيزياء الرياضية (إيسي) في فيينا 1998-2003 والمدير العلمي للمعهد 2004- 2011. كما شغل منصب نائب رئيس الرابطة الدولية للفيزياء الرياضية 2000-2005 ورئيس تحرير مجلة فيزياء الرياضيات 2006-2010. وهو عضو في سوسيتياس سسينتياروم إسلانديكا وعضو في أكاديمية العلوم في غوتنغن والأكاديمية الدنماركية الملكية للعلوم والآداب، كوبنهاغن.

## الجوائز
- جائزة اروين شرودنجر من الأكاديمية النمساوية للعلوم 2004
- جائزة ليفي كونانت من المجتمع الرياضي الأمريكي في عام 2002

## وصلات خارجية
- Conant Price notice مجتمع الرياضيات الأمريكي, Apr.2002
- https://web.archive.org/web/20120306040442/http://www.oeaw.ac.at/shared/news/2004/press_inf_20041011.html